# Hélène Tysman
Hélène Tysman (París, Francia; 30 de diciembre de 1982) es una pianista clásica francesa. Estudió en el Conservatorio de París con Pierre-Laurent Aimard y posteriormente con Oleg Maisenberg en Viena. Obtuvo su maestría en la Escuela Superior de Música Franz Liszt Weimar, bajo la dirección de Grigory Gruzman. Desde que ganó el XVI Concurso Internacional de Piano Chopin en Varsovia, Tysman se ha convertido en una de las pianistas francesas más importantes de su generación.

## Premios y distinciones
- Premio Maestro de la revista francesa Pianiste por su obra Chopin vol. 2 (2013)
- Premio Mackenzie de Nueva York / IKIF (2012, 1.º premio)
- XVI Concurso Internacional de Piano Chopin de Varsovia (2010, Finalista y Premio de Distinción)
- Concurso internacional de piano electrónico de Minneapolis (2009, tercer premio)
- Concurso Internacional de Piano de Hong Kong (2008, 5.º premio)
- Concurso Europeo de Piano de Poznan (2008, 6º premio)
- Concurso Internacional de Piano Chopin de Darmstadt (2006, 1.er premio)
- Premio de la Fundación Chopin de Hannover (2006)
- Concurso Internacional de Piano Havelland (2005, 1.er premio)
- Fundación Elise Meyer de Hamburgo (2005, 2º premio)
- Laureado con el premio "Fundación Cziffra" en Senlis (Francia, 2004)
- Concurso internacional de Newport para jóvenes pianistas (2003, tercer premio)

## Grabaciones
Además de las frecuentes transmisiones de radio en vivo, Tysman ha grabado una selección de obras de Frédéric Chopin en dos volúmenes para el sello discográfico alemán Oehms Classics / Naxos; Vol. 1, en 2010 seguido por el Vol. 2 en 2013 con gran éxito de crítica. Patrice Imbaud, de L'Education musicale, escribió en una reseña de un CD: “Una interpretación caracterizada por su claridad sombría, su delicadeza ardiente, su dulzura melancólica, entre la exaltación y el sufrimiento, entre la pasión y el abandono. Una obra fina, la confirmación de un talento innegable. Un disco admirable”. Tysman también participó en el CD Chamber Music with Winds - 1849, que consta de obras de cámara de Robert Schumann para el sello Indésens Records.

## Interpretaciones

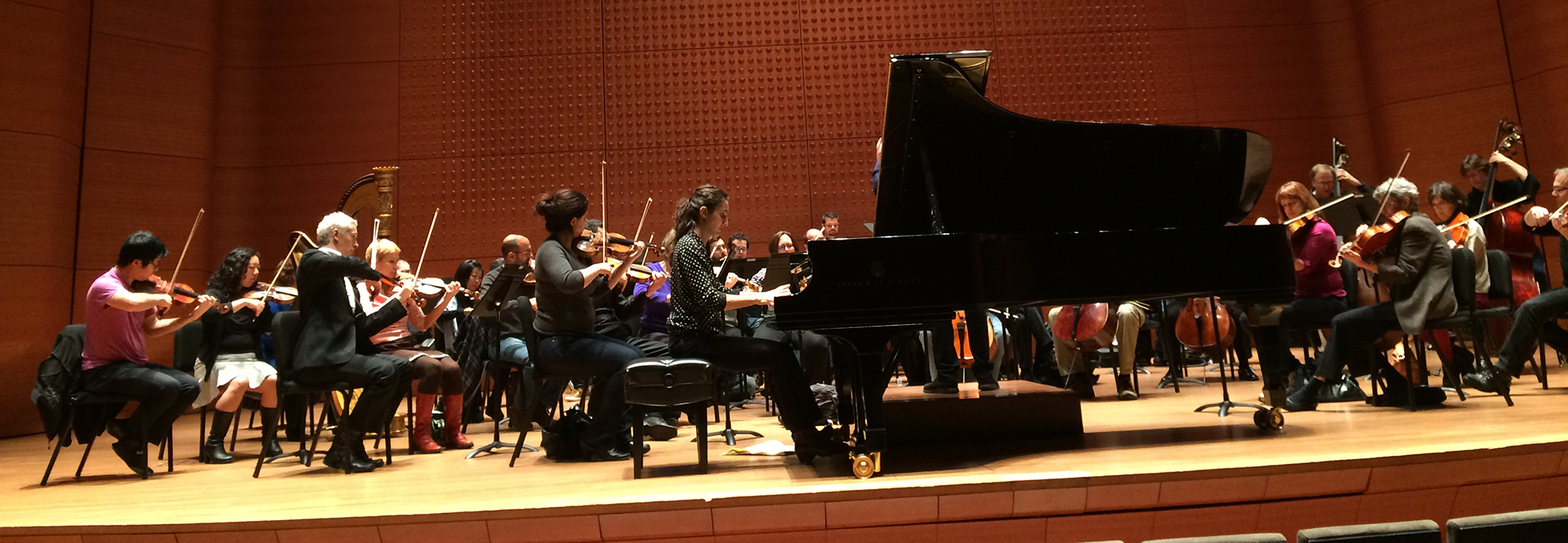
Hélène Tysman, solista de la Orquesta Sinfónica de Riverside en el Alice Tully Hall, Lincoln Center

Como solista, Tysman ha interpretado en recitales por toda Europa, Asia y Estados Unidos y ha tocado con diversas agrupaciones como la Orquesta Nacional de Gales de la BBC, la Orquesta Filarmónica de Cámara de Rusia, la Orquesta de Minnesota, la Orquesta Filarmónica del Norte de Chequia, la Orquesta Filarmónica de Koszalin y la Orquesta Filarmónica de Thühingen. Más recientemente, interpretó la Fantaisie en sol de Gabriel Fauré para piano y orquesta, Op. 111, con la Sinfónica Riverside en el Alice Tully Hall del Lincoln Center. Inmediatamente después realizó una gira por China, donde interpretó en las salas de conciertos más prestigiosas del país. A principios de 2015, Tysman realizó su debut en el Carnegie Hall, marcando el inicio de una extensa gira por los Estados Unidos.

## Reseñas
En la edición del 2 de noviembre del New York Times, David Allen escribió lo siguiente después de esuchar su interpretación en vivo en Alice Tully Hall, del Lincoln Center: “Tocando con un toque cálido y una sensibilidad soñadora que nunca se volvió demasiado introspectiva o indulgente, la Sra. Tysman presentó un buen caso para esta amable obra. (Concierto de Faure) No había nada más que se pudiera haber hecho por la “Gran Polonesa Brillante” de Chopin” (Op. 22, 1831). Con su prefacio, un “Andante spianato” compuesto después de la Polonesa, esta pieza se escucha habitualmente en su forma solista. Pero la Polonesa —no el Andante, que también se interpreta aquí— tiene también una parte orquestal, aunque de poca inventiva. Una vez más, la interpretación de la Sra. Tysman fue pulida y atractiva, la melodía de la mano derecha se desarrolló delicadamente sin volverse preciosista.”
John Allison, del Daily Telegraph, escribió al concluir el Concurso Internacional de Piano Chopin: "Entre los finalistas sin un puesto, admiré particularmente la interpretación poética de la francesa Hélène Tysman".
En 2012, Jan Kreyßig de la Liszt Magazine escribió: La pianista Hélène Tysman obtuvo un reconocimiento en el prestigioso Concurso Internacional de Piano Frédéric Chopin de 2010 en Varsovia, frente a 300 participantes, y convenció a un jurado de alto nivel compuesto por miembros como Martha Argerich, Fou Ts'ong y Nelson Freire. La francesa de 29 años no obtuvo un primer premio, pero sí un premio honorífico, poniéndose así al mismo nivel que los anteriores premiados Krystian Zimerman y Rafał Blechacz.